# ネート・キャンベル
ナサニエル・キャンベル（Nathaniel Campbell、1972年3月7日 - ）は、アメリカ合衆国のプロボクサー。フロリダ州ジャクソンビル出身。元WBAスーパー・IBF・WBO世界ライト級統一王者。
「ギャラクシー・ウォリアー（The Galaxy Warrior）」の異名を持つ。3度目の挑戦にして初めてチャンピオンベルトを手にした。

## 来歴

### スーパーフェザー級時代
キャンベルは2000年2月5日にフロリダでスーパーフェザー級の選手としてプロデビューする。好戦的なファイトで勝利を重ね、2002年3月22日にはNABA北米スーパーフェザー級王座を獲得。さらに同年9月14日にはNABF北米スーパーフェザー級王座も獲得した。しかし、翌2003年1月25日にキューバのオリンピック金メダリスト、ホエール・カサマヨールと対戦し、10回判定で敗れ自身初黒星を喫した。
さらに2004年3月14日にロビー・ピーデンに5回KOで敗れ世界王座挑戦権争いから一歩後退する。その後、2005年2月23日にIBF王者になっていたピーデンに挑戦するが8回TKOで敗れ雪辱は果たせなかった。

### ライト級時代
すでに減量に限界を感じていたキャンベルは階級をライト級に上げ2006年4月7日にIBO世界ライト級王座に挑戦するも、この試合も敗れて王座獲得に失敗、同時にIBF世界ライト級王座挑戦権の獲得にも失敗した。
その後にIBF王座挑戦権を手に入れ、2008年3月8日に無敗のWBAスーパー・IBF・WBO世界ライト級王者ファン・ディアスに挑戦し、大方の予想を覆して判定勝利を収め、3団体統一王者として世界初戴冠を果たした。
2009年1月10日、キャンベルはWBAへの認定料の支払いやWBA世界ライト級スーパー王者として指名試合を行うことに関心が無くなった為、WBA世界ライト級スーパー王座を返上した。 
2009年2月14日、アメリカ合衆国フロリダ州サンライズのバンクアトランティック・センターでアリ・フネカ（ 南アフリカ共和国）と対戦する予定だったが、前日計量でキャンベルに体重超過がありIBF王座を剥奪され、WBO王座も剥奪された為、フネカが勝った時のみIBF王座とWBO王座を獲得するという条件で試合は行われ、キャンベルが12回2-0（115-111、114-112 、113-113）の判定勝ちを収めた為、IBF王座もWBO王座も空位となった。
2009年8月1日、ティモシー・ブラッドリーの持つWBO世界スーパーライト級王座に挑戦。3回に左眉付近をカットし、3回終了TKO負けとなったが、カットがバッティングによるものだったとして後日ノーコンテストに裁定が変更された。
2010年5月15日、ビクター・オルティスと対戦し、10回判定負け。
2011年4月9日、MGMグランドでダニー・ガルシアと試合を行い0-3(99-91、98-92、100-90)の大差判定負け。
2011年9月25日、カビブ・アーラフベルディエフ(ロシア)と対戦し、6回負傷判定負け。
2013年4月27日、イギリスでテリー・フラナガンと対戦し、キャンベルが左手を負傷したため棄権。4回TKO負け。

## 戦績
- プロボクシング：51戦 38勝 (26KO) 11敗 1分 1無効試合

| 戦           | 日付           | 勝敗 | 時間     | 内容         | 対戦相手                         | 国籍                 | 備考                                                                               |
| ------------ | -------------- | ---- | -------- | ------------ | -------------------------------- | -------------------- | ---------------------------------------------------------------------------------- |
| 1            | 2000年2月5日   | ☆    | 1R 2:58  | TKO          | スコイ・フィールズ               | アメリカ合衆国       | プロデビュー戦                                                                     |
| 2            | 2000年5月26日  | ☆    | 2R 2:18  | TKO          | アレックス・ブレネス             | コスタリカ           |                                                                                    |
| 3            | 2000年6月23日  | ☆    | 4R 3:00  | TKO          | ジョン・トリッグ                 | アメリカ合衆国       |                                                                                    |
| 4            | 2000年10月28日 | ☆    | 6R       | TKO          | セルジオ・ホセ・オリバス         | ニカラグア           |                                                                                    |
| 5            | 2000年12月3日  | ☆    | 2R 1:57  | TKO          | イバン・ダウソン                 | アメリカ合衆国       |                                                                                    |
| 6            | 2001年1月18日  | ☆    | 3R 1:50  | KO           | ジョン・フレイザー               | アメリカ合衆国       |                                                                                    |
| 7            | 2001年2月22日  | ☆    | 2R 2:26  | TKO          | アントニオ・ヤング               | アメリカ合衆国       |                                                                                    |
| 8            | 2001年4月21日  | ☆    | 3R 2:53  | TKO          | ハイメ・トーレス                 | プエルトリコ         |                                                                                    |
| 9            | 2001年5月5日   | ☆    | 1R       | KO           | アントニオ・スミス               | アメリカ合衆国       |                                                                                    |
| 10           | 2001年5月11日  | ☆    | 6R       | 判定 3-0     | アンヘル・リオス                 | プエルトリコ         |                                                                                    |
| 11           | 2001年6月23日  | ☆    | 2R 1:51  | KO           | ケイス・メジャー                 | アメリカ合衆国       |                                                                                    |
| 12           | 2001年7月28日  | ☆    | 2R       | TKO          | アントニオ・スミス               | アメリカ合衆国       |                                                                                    |
| 13           | 2001年8月11日  | ☆    | 3R 1:50  | TKO          | スティーブ・トランブル           | アメリカ合衆国       |                                                                                    |
| 14           | 2001年8月31日  | ☆    | 8R 1:55  | TKO          | ビクトリオ・アバディア           | パナマ               |                                                                                    |
| 15           | 2001年9月29日  | ☆    | 4R       | TKO          | エリアス・フアレス               | グアテマラ           |                                                                                    |
| 16           | 2001年11月10日 | ☆    | 1R       | TKO          | マイケル・ジャミソン             | アメリカ合衆国       |                                                                                    |
| 17           | 2002年2月10日  | ☆    | 8R 3:00  | TKO          | ジェームズ・ベイカー             | アメリカ合衆国       |                                                                                    |
| 18           | 2002年2月23日  | ☆    | 8R       | 判定 3-0     | ジョセフ・フィゲロア             | アメリカ合衆国       |                                                                                    |
| 19           | 2002年3月22日  | ☆    | 4R       | TKO          | アルリック・ジョンソン           | トリニダード・トバゴ | NABA北米スーパーフェザー級王座決定戦                                               |
| 20           | 2002年4月27日  | ☆    | 5R       | TKO          | ハイメ・トーレス                 | プエルトリコ         |                                                                                    |
| 21           | 2002年6月22日  | ☆    | 5R 1:55  | TKO          | カルロス・ナバロ                 | アメリカ合衆国       |                                                                                    |
| 22           | 2002年9月14日  | ☆    | 3R 0:43  | KO           | ダニエル・アリセア               | プエルトリコ         | NABA・NABF北米スーパーフェザー級王座統一戦 NABA防衛1・NABF獲得                     |
| 23           | 2002年11月23日 | ☆    | 5R 0:56  | KO           | レノール・ロハス・クラウレ       | ボリビア             |                                                                                    |
| 24           | 2003年1月25日  | ★    | 10R      | 判定 0-3     | ホエール・カサマヨール           | キューバ             |                                                                                    |
| 25           | 2003年5月17日  | △    | 10R      | 判定 1-1     | エデルミロ・マルチネス           | アメリカ合衆国       |                                                                                    |
| 26           | 2004年1月9日   | ☆    | 12R      | 判定 3-0     | ダニエル・アター                 | ナイジェリア         |                                                                                    |
| 27           | 2004年3月14日  | ★    | 5R 2:27  | KO           | ロビー・ピーデン                 | オーストラリア       | IBF世界スーパーフェザー級挑戦者決定戦 USBA全米スーパーフェザー級タイトルマッチ     |
| 28           | 2004年7月30日  | ☆    | 4R 1:10  | 反則         | エデルミロ・マルチネス           | アメリカ合衆国       | IBF世界スーパーフェザー級挑戦者決定戦                                              |
| 29           | 2005年2月23日  | ★    | 8R 2:53  | TKO          | ロビー・ピーデン                 | オーストラリア       | IBF世界スーパーフェザー級王座決定戦                                                |
| 30           | 2005年4月29日  | ☆    | 2R 1:25  | TKO          | ジョニー・ウォーカー             | アメリカ合衆国       |                                                                                    |
| 31           | 2005年6月14日  | ★    | 10R      | 判定 1-2     | フランシスコ・ロレンソ           | ドミニカ共和国       |                                                                                    |
| 32           | 2005年10月1日  | ☆    | 10R 2:26 | TKO          | アルマズベク・ライムクロフ       | キルギス             |                                                                                    |
| 33           | 2006年1月27日  | ☆    | 6R 終了  | TKO          | フランシスコ・ハビエル・オルベラ | メキシコ             |                                                                                    |
| 34           | 2006年4月7日   | ★    | 12R      | 判定 1-2     | イサック・ウラシャワヤ           | 南アフリカ共和国     | IBO世界ライト級タイトルマッチ                                                      |
| 35           | 2006年10月7日  | ☆    | 12R      | 判定 3-0     | マット・ゼガン                   | ポーランド           | IBF世界ライト級挑戦者決定戦                                                        |
| 36           | 2007年3月2日   | ☆    | 12R      | 判定 3-0     | リッキー・キレス                 | プエルトリコ         | IBF世界ライト級挑戦者決定戦                                                        |
| 37           | 2007年7月6日   | ☆    | 6R 0:21  | TKO          | ウィルソン・アルコロ             | コロンビア           |                                                                                    |
| 38           | 2008年3月8日   | ☆    | 12R      | 判定 2-1     | フアン・ディアス                 | アメリカ合衆国       | WBA・IBF・WBO世界ライト級タイトルマッチ                                            |
| 39           | 2009年2月14日  | ☆    | 12R      | 判定 2-0     | アリ・フネカ                     | 南アフリカ共和国     | 体重超過により王座剥奪                                                             |
| 40           | 2009年8月1日   | －   | 3R 3:00  | NC           | ティモシー・ブラッドリー         | アメリカ合衆国       | WBO世界スーパーライト級タイトルマッチ                                              |
| 41           | 2010年5月15日  | ★    | 10R      | 判定 0-3     | ビクター・オルティス             | アメリカ合衆国       |                                                                                    |
| 42           | 2010年11月27日 | ★    | 8R       | 判定 1-2     | ワルター・エストラーダ           | コロンビア           |                                                                                    |
| 43           | 2011年4月9日   | ★    | 10R      | 判定 0-3     | ダニー・ガルシア                 | アメリカ合衆国       |                                                                                    |
| 44           | 2011年5月21日  | ☆    | 8R       | 判定 3-0     | シェルゾド・ナザロフ             | ウズベキスタン       |                                                                                    |
| 45           | 2011年9月25日  | ★    | 6R 0:54  | 負傷判定 0-3 | カビブ・アーラフベルディエフ     | ロシア               |                                                                                    |
| 46           | 2012年3月24日  | ☆    | 9R 0:45  | TKO          | ビクター・マヌエル・カヨ         | ドミニカ共和国       |                                                                                    |
| 47           | 2012年6月30日  | ☆    | 8R       | 判定 3-0     | クルシトフ・ゾット               | ポーランド           |                                                                                    |
| 48           | 2013年2月8日   | ★    | 8R 終了  | TKO          | ケビン・ビジアー                 | カナダ               | IBFインターコンチネンタルウェルター級王座決定戦 NABA北米ウェルター級タイトルマッチ |
| 49           | 2013年4月27日  | ★    | 4R 終了  | TKO          | テリー・フラナガン               | イギリス             |                                                                                    |
| 50           | 2014年3月29日  | ☆    | 8R       | 判定 3-0     | ギルバート・ベネガス             | アメリカ合衆国       |                                                                                    |
| 51           | 2024年5月4日   | ☆    | 8R       | 判定 2-0     | エミリオ・フリオ                 | コロンビア           |                                                                                    |
| テンプレート |                |      |          |              |                                  |                      |                                                                                    |

## 獲得タイトル
- NABA北米スーパーフェザー級王座
- NABF北米スーパーフェザー級王座
- WBO世界ライト級王座（防衛0=剥奪）
- IBF世界ライト級王座（防衛0=剥奪）
- WBA世界ライト級スーパー王座（防衛0=剥奪）